# Großer Preis von San Marino 1994
Der Große Preis von San Marino 1994 (offiziell 14º Gran Premio di San Marino) fand am 1. Mai auf dem Autodromo Enzo e Dino Ferrari im italienischen Imola statt und war das dritte Rennen der Formel-1-Weltmeisterschaft 1994 sowie das erste der Saison in Europa. Das Rennwochenende wurde von schweren Unfällen überschattet, bei denen der österreichische Pilot Roland Ratzenberger und der dreimalige brasilianische Weltmeister Ayrton Senna zu Tode kamen und zahlreiche weitere Personen verletzt wurden.
Das Rennen führte zu einer gesteigerten Beachtung der Sicherheit in der Formel 1. Die Formel-1-Fahrervereinigung GPDA (Grand Prix Drivers’ Association) wurde neu gegründet, die Sicherheit vieler Rennstrecken und die der Wagen wurden erhöht und etliche Regeländerungen beschlossen. Gerichtliche Auseinandersetzungen im Zusammenhang mit Sennas Tod endeten erst 2005.

## Berichte

### Hintergrund
Nach dem Großen Preis des Pazifiks führte Michael Schumacher in der Fahrerwertung mit 13 Punkten vor Rubens Barrichello und 14 Punkten vor Damon Hill. In der Konstrukteurswertung führte Benetton-Ford mit zehn Punkten vor Ferrari und mit 13 Punkten vor Jordan-Hart.
Johnny Herbert bestritt seinen 50. und Gerhard Berger seinen 150. Grand Prix.
Mit Senna (dreimal) trat ein ehemaliger Sieger zu diesem Grand Prix an.
Senna, in den vorherigen beiden Rennen jeweils vorzeitig ausgeschieden, hatte Schwierigkeiten damit, die richtige Abstimmung für seinen Wagen zu finden. Er und sein Teamkollege Hill hatten ihr Cockpit einschließlich Lenksäule und Monocoque modifizieren lassen, um mehr Bewegungsfreiheit zu erhalten.

### Qualifying

#### Freitag
Während des ersten Qualifikationstrainings am Freitag, dem 29. April, hatte der brasilianische Pilot Rubens Barrichello mit seinem Jordan-Hart einen schweren Unfall. Sein Wagen hob bei einer Geschwindigkeit von etwa 225 Kilometern pro Stunde beim Überfahren der Curbs in der Schikane Variante Bassa ab und prallte gegen die Oberkante eines Reifenstapels. Anschließend überschlug sich der Wagen mehrere Male, bevor er mit den Rädern nach oben liegen blieb. Barrichello, bei dem sich durch den Unfall die Zunge vor die Luftröhre legte und der durch den Sauerstoffmangel das Bewusstsein verlor, wurde unmittelbar nach dem Unfall noch auf der Strecke medizinisch behandelt und anschließend in ein Krankenhaus gebracht. Eine gebrochene Nase und ein Gipsverband am Arm zwangen ihn, das restliche Rennwochenende als Fahrer auszusetzen.

#### Samstag

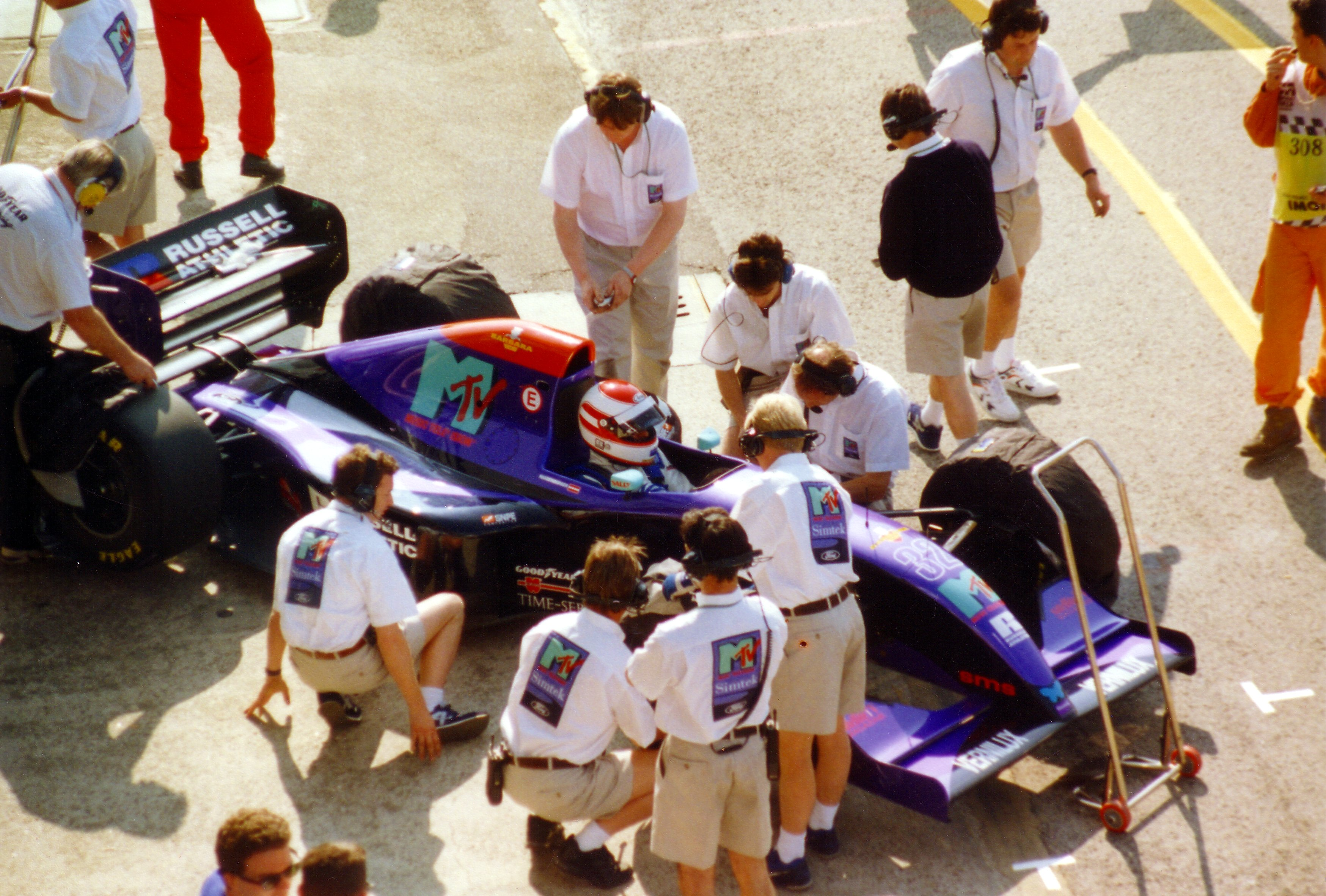
Roland Ratzenberger vor seinem Unfall in der Boxengasse

Die Villeneuve-Kurve, der Unfallort von Roland Ratzenberger

Während des zweiten Qualifikationstrainings am Samstag, dem 30. April, überfuhr Simtek-Pilot Ratzenberger, der zuvor erst ein Formel-1-Rennen bestritten hatte, bei der Schikane Acque Minerale die Curbs und beschädigte vermutlich dadurch seinen Frontflügel. Statt in die Boxengasse zurückzukehren, startete er erneut eine schnelle Runde. Bei über 300 km/h verlor sein Wagen den Frontflügel. Der Frontflügel geriet unter die Vorderräder, so dass sie keinen Kontakt mehr zum Boden hatten, was es Ratzenberger unmöglich machte, den Wagen zu steuern und in den Rechtsknick der Villeneuve-Kurve einzulenken. Er prallte mit 290 km/h fast frontal in die Betonmauer der Kurve. Obwohl das Monocoque größtenteils intakt blieb, führte die enorme Kraft des Aufpralls zu einem Schädelbasisbruch sowie zum Bruch der Halswirbelsäule. Nach dem Aufprall wurde das Auto zurück auf die Strecke geschleudert, wo es verlangsamte und zum Stillstand kam. Das Qualifying wurde sofort abgebrochen, Streckenposten und medizinisches Team waren kurz darauf vor Ort. Ratzenberger wurde mit einem Rettungswagen abtransportiert und mit einem Hubschrauber in ein Krankenhaus geflogen. Im Krankenhaus wurde später bekannt gegeben, dass Ratzenberger seinen schweren Verletzungen erlegen sei. Er war das erste Todesopfer bei einem Formel-1-Rennen seit dem Großen Preis von Kanada 1982, bei dem Riccardo Paletti gestorben war.
Senna hatte sich vor Schumacher, dem Führenden in der WM-Gesamtwertung, für die Pole-Position qualifiziert. Berger erreichte in der Qualifikation den dritten Platz, Sennas Teamkollege Hill den vierten Platz. Die Rundenzeit, die Ratzenberger vor seinem tödlichen Unfall gefahren hatte, hätte ihn auf den 26. beziehungsweise letzten Startplatz gebracht.

### Rennen
Am Morgen vor dem Start des Rennens äußerten Senna und Berger bei der Fahrerbesprechung ihre Bedenken über den Einsatz des Safety-Cars. Sie argumentierten, dass das Safety-Car nicht schnell genug fahren könne, um die Reifen der Formel-1-Wagen vor dem Start, während es das Feld auf der Einführungsrunde anführt, auf die notwendige Temperatur zu bringen. Außerdem argumentierten sie, dass ein ähnliches Problem auftreten könne, wenn das Safety-Car während des Rennens zum Einsatz käme. Die Rennkommissare nahmen diese Bedenken zur Kenntnis, ohne etwas am Safety-Car zu ändern. Zwar verzichteten die Kommissare auf einen Einsatz in der Einführungsrunde; ließen sich aber nicht davon abbringen, es im Rennen zu benutzen.

#### Erster Start
Beim Start des Rennens blieb das Auto des fünftplatzierten Fahrers JJ Lehto liegen. Die Sicht des von Platz 22 startenden Pedro Lamy auf Lehto war durch andere Rennwagen versperrt. Lamy kollidierte mit Lehtos Wagen, von dem daraufhin Räder und Teile der Karosserie über den Sicherheitszaun schleuderten und neun Menschen leicht verletzten. Obwohl die Zielgerade mit scharfkantigen Wrackteilen übersät war, wurde das Rennen nicht abgebrochen, sondern durch den Einsatz des Safety-Cars neutralisiert, um so unter sicheren Bedingungen die Trümmer von der Strecke räumen zu können. Bei dem Safety-Car handelte es sich um einen gewöhnlichen Opel Vectra; seine Bremsen waren bereits weitestgehend wirkungslos, nachdem es zwei Runden mit Höchsttempo hinter sich hatte. Der hinter dem Safety-Car in Führung liegende Senna fuhr an einer Stelle kurz neben dem Safety-Car, um ihm zu signalisieren, schneller zu fahren. In der Safety-Car-Phase sanken Reifentemperatur und -druck der Rennwagen durch die geringere Geschwindigkeit erheblich.

Die Tamburello-Kurve, Ayrton Sennas Unfallort

Nachdem die Unfallstelle geräumt und von Trümmern gesäubert war, fuhr das Safety-Car zurück in die Boxengasse, und das Rennen wurde mit einem fliegenden Start zu Beginn der sechsten Runde fortgesetzt. Kameraaufnahmen zeigen, dass Sennas Auto in der Tamburello-Kurve funkenschlagend aufsetzte. Eine Runde später verließ Senna an dieser Stelle die Strecke tangential mit einer Geschwindigkeit von 306 Kilometern pro Stunde. Durch eine Vollbremsung konnte er die Geschwindigkeit seines Wagens noch verringern und prallte mit 211 km/h in spitzem Winkel gegen die Streckenbegrenzungsmauer. Beim Einschlag in die Mauer löste sich ein Teil der Vorderradaufhängung, durchschlug Sennas Helmvisier und verletzte ihn tödlich am Schädel. Durch die große Wucht des Aufpralls wurde das Auto zurück auf den Streckenrand geschleudert, wo es liegen blieb.
Unmittelbar nach dem Unfall, um 14:17 Uhr Ortszeit, wurde das Rennen mit der „Roten Flagge“ abgebrochen. Der Rennarzt Sid Watkins erreichte die Unfallstelle, um Senna zu versorgen. Kamerabilder zeigten, dass sich Sennas Helm für einen kurzen Augenblick bewegte, wodurch es schien, als lebe der Fahrer. Anschließend wurde er aus dem Wrack gehoben und mehrere Minuten lang am Streckenrand medizinisch behandelt.
Während der Behandlung erlaubte das Larrousse-Team versehentlich seinem Fahrer Érik Comas, die Boxengasse trotz gesperrter Rennstrecke zu verlassen. Streckenposten versuchten, ihm mit Flaggen anzuzeigen, dass er langsamer fahren solle, trotzdem erreichte er die Unfallstelle mit hoher Geschwindigkeit. Comas konnte jedoch rechtzeitig bremsen; er zog sich daraufhin vom Rennen zurück.
Senna wurde anschließend per Rettungshubschrauber zum Maggiore-Krankenhaus in der Nähe von Bologna geflogen.

#### Zweiter Start
38 Minuten nach dem Rennabbruch, um 14:55 Uhr Ortszeit, wurde das Rennen erneut gestartet. Obwohl Berger das Feld anführte, lag insgesamt Schumacher an erster Position, da aufgrund des Rennabbruchs die Rennzeiten der Fahrer vor dem Abbruch addiert wurden. In der zwölften Runde setzte sich Schumacher an die Spitze des Feldes, vier Runden später gab Berger mit Lenkungsproblemen auf. Während eines Boxenstopps von Schumacher übernahm Nicola Larini kurzzeitig die Führung.
Zehn Runden vor Ende des Rennens verlor Michele Alboretos Minardi beim Verlassen der Boxengasse sein rechtes Hinterrad. Der Reifen traf zwei Ferrari- und zwei Lotus-Mechaniker, die danach im Krankenhaus behandelt werden mussten.
Schumacher gewann das Rennen vor Larini und Mika Häkkinen und erreichte mit insgesamt 30 Punkten das bestmögliche Ergebnis der ersten drei Saisonrennen. Für Larini waren es die ersten Weltmeisterschaftspunkte und die einzige Podiumsposition seiner Formel-1-Karriere. Bei der Siegerehrung wurde aus Respekt vor Ratzenberger und Senna kein Champagner versprüht.
In der Fahrerwertung baute Schumacher seinen Vorsprung weiter aus. Hill und Barrichello folgten punktgleich dahinter. In der Konstrukteurswertung blieb Benetton vor Ferrari, neuer Dritter war Williams.

### Nach dem Rennen

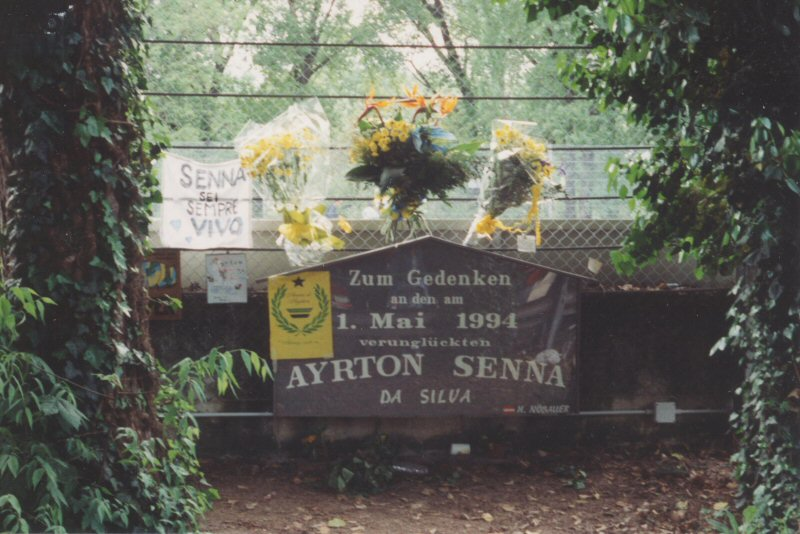
Gedenkstein gegenüber der Unglücksstelle

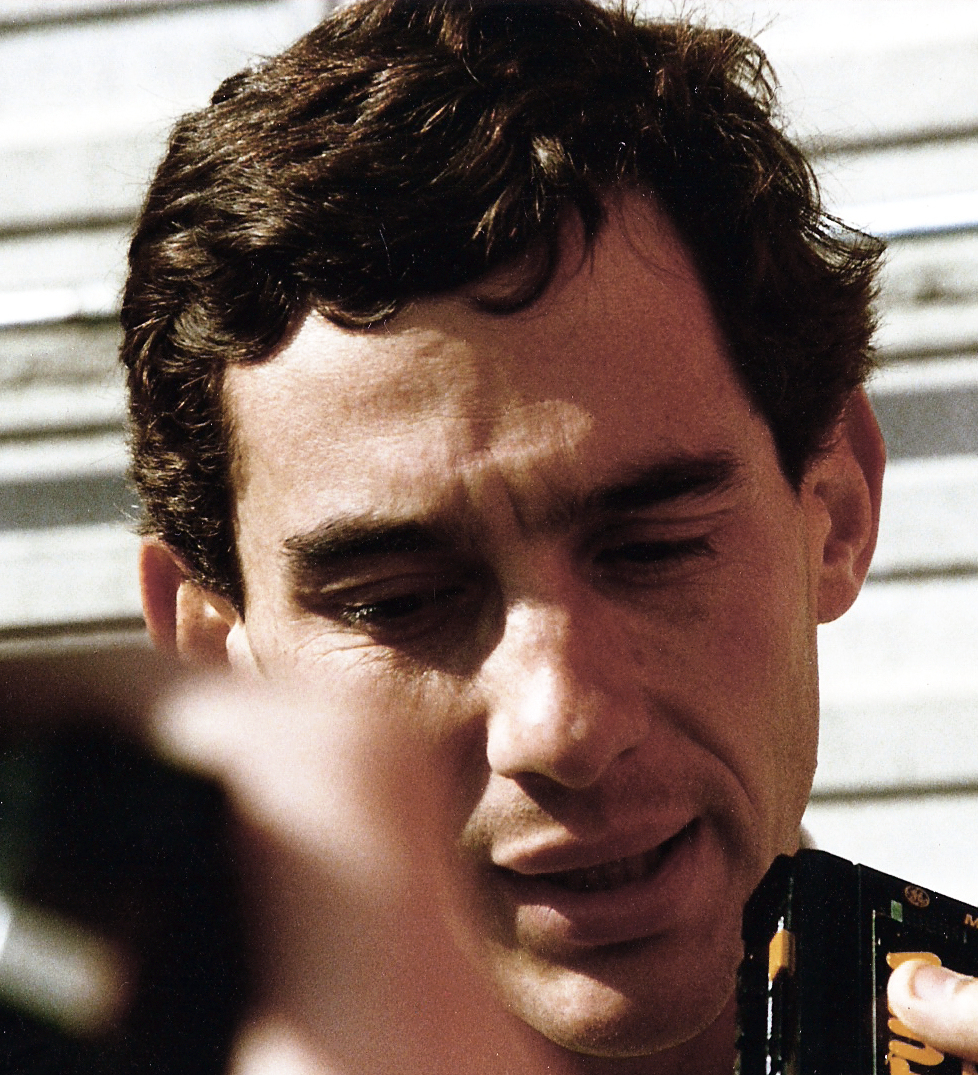
Ayrton Senna (1989)

Um 18:40 Uhr Ortszeit, mehr als zwei Stunden nach Rennende, gab Sennas behandelnde Ärztin, Maria Teresa Fiandri, seinen Tod bekannt. Senna hatte beabsichtigt, seinen 42. Sieg dem am Vortag verstorbenen Ratzenberger zu widmen. In seinem Unfallwagen fand man eine österreichische Flagge, die er vermutlich bei einer Auslaufrunde geschwenkt hätte.
Senna erhielt am 5. Mai 1994 in São Paulo ein Staatsbegräbnis. Etwa 500.000 Menschen säumten die Straßen, um den Sarg zu sehen. Viele Fahrer und Funktionäre der Formel 1 nahmen an Sennas Beerdigung teil.
Die ersten beiden Plätze der Startaufstellung des zwei Wochen später stattfindenden Großen Preises von Monaco wurden in Gedenken an die beiden Toten mit den Farben der brasilianischen und der österreichischen Flagge angemalt und unbesetzt gelassen. Vor Beginn des Rennens gab es zudem eine Schweigeminute. Beim Qualifying zum GP von Monaco hatte mit Karl Wendlinger erneut ein Österreicher einen schweren Unfall; Wendlinger erwachte erst drei Wochen später aus seinem Koma. Bei den Großen Preisen von Spanien und Kanada der Saison 1994 wurden zusätzliche Sicherheitsvorkehrungen getroffen.

Die Änderungen am Streckendesign des Autodromo Enzo e Dino Ferrari nach dem Grand Prix 1994

Die langjährig für Formel-1-Rennen genutzte Rennstrecke in Imola wurde nach dem 1994er Grand Prix stark verändert. Die Tamburello-Kurve, in der auch schon Nelson Piquet (1987) und Berger (1989) schwer verunglückt waren, wurde zu einer Schikane umgebaut, um die Geschwindigkeit der Wagen zu verringern. Auch die Anfahrt auf andere schnelle Passagen und Kurven wurde durch enge Schikanen verlangsamt, Auslaufzonen wurden vergrößert.
Nach dem Rennen wurde die Grand Prix Drivers’ Association (GPDA) neu gegründet, die 1961 erstmals gegründet und 1982 wieder aufgelöst worden war. Ziel der GPDA wurde es, Fahrern zu erlauben, über Sicherheitsprobleme und ihren Standpunkt zu diesem Thema zu diskutieren und die Sicherheitsstandards zu erhöhen. Die GPDA nahm fortan großen Einfluss auf die Gestaltung der Formel-1-Strecken. Die Einstellung hinsichtlich der Priorität von Sicherheitsfragen änderte sich bei Piloten, Konstrukteuren und Teamchefs. Relativ zeitnah eingeführte Verbesserungen der Sicherheit waren herausnehmbare Sitze, verschärfte Crashtests sowie größere, hochgezogene Cockpits. Ab 1996 wurde das Safety Car von Mercedes-AMG gestellt und von professionellen Rennfahrern gefahren. Technisch entsprach es einem Renn-Tourenwagen. Verbesserungen wie durch Stahlseile verankerte Räder und das Kopf- und Nackenschutzsystem HANS, die beide zunächst bei der Champ-Car-Serie eingesetzt wurden, waren Beispiele für ein Umdenken auch über die Formel 1 hinaus.

### Juristische Folgen
Die italienische Staatsanwaltschaft klagte im Zusammenhang mit Sennas Tod sechs Personen an. Dabei handelte es sich um Frank Williams, Patrick Head und Adrian Newey vom Williams-Team; Federico Bendinelli als Repräsentant der Eigentümer des Autodromo Enzo e Dino Ferrari; Giorgio Poggi als Streckendirektor und Roland Bruynseraede als Renndirektor, der den Streckenkurs bewilligte. Das Urteil wurde am 16. Dezember 1997 verkündet und sprach alle sechs Angeklagten vom Vorwurf der fahrlässigen Tötung frei. Als Ursache für Sennas Unfall wurde die gebrochene Lenksäule identifiziert. Diese war vor dem Rennen auf Sennas Wunsch hin modifiziert worden, um ihm mehr Bewegungsfreiheit zu geben.
Nach dem Gerichtsurteil leitete die Staatsanwaltschaft gegen Patrick Head und Adrian Newey ein Berufungsverfahren ein. Am 22. November 1999 wurden Head und Newey von allen Vorwürfen freigesprochen mit der Begründung, dass es keine neuen Beweise gegeben habe. Gemäß Artikel 530 des italienischen Strafgesetzbuches musste die Anschuldigung als „nicht existent oder die Tatsache hat keinen Fortbestand“ beurteilt werden. Dieses Berufungsurteil wurde im Januar 2003 annulliert, da das Kassationsgericht der Auffassung war, dass der Artikel 530 missinterpretiert worden sei. Es kam zu einer nochmaligen Untersuchung, in deren Zuge am 27. Mai 2005 Head und Newey freigesprochen wurden. Newey konnte als Chef-Designer nicht für nachträgliche Modifikationen am Wagen verantwortlich gemacht werden. Das Verfahren gegen Patrick Head wurde wegen Verjährung eingestellt, jedoch mit der Feststellung, dass er die Verantwortung für die Änderungen an der Lenksäule trage, die wegen der unsachgemäß eingeschweißten Verlängerung gebrochen sei.

## Meldeliste
| Team                      | Nr. | Fahrer                | Chassis        | Motor                 | Reifen |
| ------------------------- | --- | --------------------- | -------------- | --------------------- | ------ |
| Rothmans Williams Renault | 0   | Damon Hill            | Williams FW16  | Renault 3.5 V10       | G      |
| Rothmans Williams Renault | 02  | Ayrton Senna          | Williams FW16  | Renault 3.5 V10       | G      |
| Tyrrell                   | 03  | Ukyō Katayama         | Tyrrell 022    | Yamaha 3.5 V10        | G      |
| Tyrrell                   | 04  | Mark Blundell         | Tyrrell 022    | Yamaha 3.5 V10        | G      |
| Mild Seven Benetton Ford  | 05  | Michael Schumacher    | Benetton B194  | Ford Zetec-R 3.5 V8   | G      |
| Mild Seven Benetton Ford  | 06  | JJ Lehto              | Benetton B194  | Ford Zetec-R 3.5 V8   | G      |
| Marlboro McLaren Peugeot  | 07  | Mika Häkkinen         | McLaren MP4/9  | Peugeot 3.5 V10       | G      |
| Marlboro McLaren Peugeot  | 08  | Martin Brundle        | McLaren MP4/9  | Peugeot 3.5 V10       | G      |
| Footwork Ford             | 09  | Christian Fittipaldi  | Footwork FA15  | Ford HB 3.5 V8        | G      |
| Footwork Ford             | 10  | Gianni Morbidelli     | Footwork FA15  | Ford HB 3.5 V8        | G      |
| Team Lotus                | 11  | Pedro Lamy            | Lotus 107C     | Mugen-Honda 3.5 V10   | G      |
| Team Lotus                | 12  | Johnny Herbert        | Lotus 107C     | Mugen-Honda 3.5 V10   | G      |
| Sasol Jordan              | 14  | Rubens Barrichello    | Jordan 194     | Hart 3.5 V10          | G      |
| Sasol Jordan              | 15  | Andrea de Cesaris     | Jordan 194     | Hart 3.5 V10          | G      |
| Tourtel Larrousse F1      | 19  | Olivier Beretta       | Larrousse LH94 | Ford HB 3.5 V8        | G      |
| Tourtel Larrousse F1      | 20  | Érik Comas            | Larrousse LH94 | Ford HB 3.5 V8        | G      |
| Minardi Scuderia Italia   | 23  | Pierluigi Martini     | Minardi M193B  | Ford HB 3.5 V8        | G      |
| Minardi Scuderia Italia   | 24  | Michele Alboreto      | Minardi M193B  | Ford HB 3.5 V8        | G      |
| Ligier Gitanes Blondes    | 25  | Éric Bernard          | Ligier JS39B   | Renault 3.5 V10       | G      |
| Ligier Gitanes Blondes    | 26  | Olivier Panis         | Ligier JS39B   | Renault 3.5 V10       | G      |
| Scuderia Ferrari SpA      | 27  | Nicola Larini         | Ferrari 412T1  | Ferrari 3.5 V12       | G      |
| Scuderia Ferrari SpA      | 28  | Gerhard Berger        | Ferrari 412T1  | Ferrari 3.5 V12       | G      |
| Broker Sauber Mercedes    | 29  | Karl Wendlinger       | Sauber C13     | Mercedes-Benz 3.5 V10 | G      |
| Broker Sauber Mercedes    | 30  | Heinz-Harald Frentzen | Sauber C13     | Mercedes-Benz 3.5 V10 | G      |
| MTV Simtek Ford           | 31  | David Brabham         | Simtek S941    | Ford HB 3.5 V8        | G      |
| MTV Simtek Ford           | 32  | Roland Ratzenberger   | Simtek S941    | Ford HB 3.5 V8        | G      |
| Pacific Grand Prix Ltd    | 33  | Paul Belmondo         | Pacific PR01   | Ilmor 3.5 V10         | G      |
| Pacific Grand Prix Ltd    | 34  | Bertrand Gachot       | Pacific PR01   | Ilmor 3.5 V10         | G      |

## Klassifikationen

### Qualifying
| Pos. | Fahrer                | Konstrukteur      | Q1        | Q2         | Start |
| ---- | --------------------- | ----------------- | --------- | ---------- | ----- |
| 01   | Ayrton Senna          | Williams-Renault  | 1:21,548  | keine Zeit | 01    |
| 02   | Michael Schumacher    | Benetton-Ford     | 1:22,015  | 1:21,885   | 02    |
| 03   | Gerhard Berger        | Ferrari           | 1:22,113  | 1:22,226   | 03    |
| 04   | Damon Hill            | Williams-Renault  | 1:23,199  | 1:22,168   | 04    |
| 05   | JJ Lehto              | Benetton-Ford     | 1:22,717  | 1:24,029   | 05    |
| 06   | Nicola Larini         | Ferrari           | 1:22,841  | 1:23,006   | 06    |
| 07   | Heinz-Harald Frentzen | Sauber-Mercedes   | 1:23,119  | keine Zeit | 07    |
| 08   | Mika Häkkinen         | McLaren-Peugeot   | 1:23,611  | 1:23,140   | 08    |
| 09   | Ukyō Katayama         | Tyrrell-Yamaha    | 1:24,000  | 1:23,322   | 09    |
| 10   | Karl Wendlinger       | Sauber-Mercedes   | 1:23,788  | 1:23,347   | 10    |
| 11   | Gianni Morbidelli     | Footwork-Ford     | 1:23,663  | 1:24,682   | 11    |
| 12   | Mark Blundell         | Tyrrell-Yamaha    | 1:23,703  | 1:23,831   | 12    |
| 13   | Martin Brundle        | McLaren-Peugeot   | 1:24,443  | 1:23,858   | 13    |
| 14   | Pierluigi Martini     | Minardi-Ford      | 1:24,078  | 1:24,423   | 14    |
| 15   | Michele Alboreto      | Minardi-Ford      | 1:24,276  | 1:24,780   | 15    |
| 16   | Christian Fittipaldi  | Footwork-Ford     | 1:24,655  | 1:24,472   | 16    |
| 17   | Éric Bernard          | Ligier-Renault    | 1:24,678  | 1:40,411   | 17    |
| 18   | Érik Comas            | Larrousse-Ford    | 1:26,295  | 1:24,852   | 18    |
| 19   | Olivier Panis         | Ligier-Renault    | 1:24,996  | 1:25,160   | 19    |
| 20   | Johnny Herbert        | Lotus-Mugen-Honda | 1:25,114  | 1:25,141   | 20    |
| 21   | Andrea de Cesaris     | Jordan-Hart       | 1:25,234  | 1:25,872   | 21    |
| 22   | Pedro Lamy            | Lotus-Mugen-Honda | 1:26,453  | 1:25,295   | 22    |
| 23   | Olivier Beretta       | Larrousse-Ford    | 1:27,179  | 1:25,991   | 23    |
| 24   | David Brabham         | Simtek-Ford       | 1:27,607  | 1:26,817   | 24    |
| 25   | Bertrand Gachot       | Pacific-Ilmor     | 1:27,732  | 1:27,143   | 25    |
| 26   | Roland Ratzenberger   | Simtek-Ford       | 1:27,657  | 1:27,584   | 26    |
| DNQ  | Paul Belmondo         | Pacific-Ilmor     | 1:28,361  | 1:27,881   | –     |
| DNQ  | Rubens Barrichello    | Jordan-Hart       | 14:57,323 | keine Zeit | –     |

### Rennen
| Pos. | Fahrer                | Konstrukteur      | Runden | Stopps | Zeit        | Start | Schnellste Runde |
| ---- | --------------------- | ----------------- | ------ | ------ | ----------- | ----- | ---------------- |
| 01   | Michael Schumacher    | Benetton-Ford     | 58     | 3      | 1:28:28,642 | 02    | 1:24,438 (43.)   |
| 02   | Nicola Larini         | Ferrari           | 58     | 1      | + 54,942    | 06    | 1:25,825 (18.)   |
| 03   | Mika Häkkinen         | McLaren-Peugeot   | 58     | 2      | + 1:10,679  | 08    | 1:25,737 (18.)   |
| 04   | Karl Wendlinger       | Sauber-Mercedes   | 58     | 1      | + 1:13,658  | 10    | 1:25,727 (54.)   |
| 05   | Ukyō Katayama         | Tyrrell-Yamaha    | 57     | 2      | + 1 Runde   | 09    | 1:26,176 (11.)   |
| 06   | Damon Hill            | Williams-Renault  | 57     | 1      | + 1 Runde   | 04    | 1:24,335 (10.)   |
| 07   | Heinz-Harald Frentzen | Sauber-Mercedes   | 57     | 3      | + 1 Runde   | 07    | 1:25,307 (41.)   |
| 08   | Martin Brundle        | McLaren-Peugeot   | 57     | 1      | + 1 Runde   | 13    | 1:25,774 (54.)   |
| 09   | Mark Blundell         | Tyrrell-Yamaha    | 56     | 1      | + 2 Runden  | 12    | 1:26,259 (25.)   |
| 10   | Johnny Herbert        | Lotus-Mugen-Honda | 56     | 2      | + 2 Runden  | 20    | 1:28,032 (10.)   |
| 11   | Olivier Panis         | Ligier-Renault    | 56     | 2      | + 2 Runden  | 19    | 1:27,908 (16.)   |
| 12   | Éric Bernard          | Ligier-Renault    | 55     | 3      | + 3 Runden  | 17    | 1:28,091 (23.)   |
| 13   | Christian Fittipaldi  | Footwork-Ford     | 54     | 2      | DNF         | 16    | 1:25,954 (11.)   |
| –    | Andrea de Cesaris     | Jordan-Hart       | 49     | 2      | DNF         | 21    | 1:27,627 (38.)   |
| –    | Michele Alboreto      | Minardi-Ford      | 44     | 2      | DNF         | 15    | 1:27,995 (21.)   |
| –    | Gianni Morbidelli     | Footwork-Ford     | 40     | 2      | DNF         | 11    | 1:25,652 (12.)   |
| –    | Pierluigi Martini     | Minardi-Ford      | 37     | 2      | DNF         | 14    | 1:27,221 (21.)   |
| –    | David Brabham         | Simtek-Ford       | 27     | 0      | DNF         | 24    | 1:28,613 (10.)   |
| –    | Bertrand Gachot       | Pacific-Ilmor     | 23     | 1      | DNF         | 25    | 1:29,094 (12.)   |
| –    | Olivier Beretta       | Larrousse-Ford    | 17     | 0      | DNF         | 23    | 1:28,891 (10.)   |
| –    | Gerhard Berger        | Ferrari           | 16     | 1      | DNF         | 03    | 1:25,040 (11.)   |
| –    | Ayrton Senna          | Williams-Renault  | 5      | 0      | DNF         | 01    | 1:44,068 (01.)   |
| –    | Érik Comas            | Larrousse-Ford    | 5      | 0      | DNF         | 18    | 1:58,505 (01.)   |
| –    | JJ Lehto              | Benetton-Ford     | 0      | 0      | DNF         | 05    | –                |
| –    | Pedro Lamy            | Lotus-Mugen-Honda | 0      | 0      | DNF         | 22    | –                |
| DNS  | Roland Ratzenberger   | Simtek-Ford       | –      | –      | –           | 26    | –                |

## WM-Stände nach dem Rennen
Die ersten sechs Fahrer jedes Rennens bekamen 10, 6, 4, 3, 2 bzw. 1 Punkt(e).

### Fahrerwertung
| Pos. | Fahrer                | Konstrukteur      | Punkte |
| ---- | --------------------- | ----------------- | ------ |
| 01   | Michael Schumacher    | Benetton-Ford     | 30     |
| 02   | Damon Hill            | Williams-Renault  | 7      |
| 03   | Rubens Barrichello    | Jordan-Hart       | 7      |
| 04   | Gerhard Berger        | Ferrari           | 6      |
| 05   | Nicola Larini         | Ferrari           | 6      |
| 06   | Mika Häkkinen         | McLaren-Peugeot   | 4      |
| 07   | Jean Alesi            | Ferrari           | 4      |
| 08   | Karl Wendlinger       | Sauber-Mercedes   | 4      |
| 09   | Ukyō Katayama         | Tyrrell-Yamaha    | 4      |
| 10   | Christian Fittipaldi  | Footwork-Ford     | 3      |
| 11   | Heinz-Harald Frentzen | Sauber-Mercedes   | 2      |
| 12   | Érik Comas            | Larrousse-Ford    | 1      |
| 13   | Johnny Herbert        | Lotus-Mugen-Honda | 0      |
| 14   | Pedro Lamy            | Lotus-Mugen-Honda | 0      |
| 15   | Martin Brundle        | McLaren-Peugeot   | 0      |
| 16   | Pierluigi Martini     | Minardi-Ford      | 0      |

| Pos. | Fahrer              | Konstrukteur     | Punkte |
| ---- | ------------------- | ---------------- | ------ |
| 17   | Olivier Panis       | Ligier-Renault   | 0      |
| 18   | Mark Blundell       | Tyrrell-Yamaha   | 0      |
| 19   | Éric Bernard        | Ligier-Renault   | 0      |
| 20   | Roland Ratzenberger | Simtek-Ford      | 0      |
| 21   | David Brabham       | Simtek-Ford      | 0      |
| –    | Ayrton Senna        | Williams-Renault | 0      |
| –    | Gianni Morbidelli   | Footwork-Ford    | 0      |
| –    | Michele Alboreto    | Minardi-Ford     | 0      |
| –    | Olivier Beretta     | Larrousse-Ford   | 0      |
| –    | Jos Verstappen      | Benetton-Ford    | 0      |
| –    | Bertrand Gachot     | Pacific-Ilmor    | 0      |
| –    | Eddie Irvine        | Jordan-Hart      | 0      |
| –    | Aguri Suzuki        | Jordan-Hart      | 0      |
| –    | Andrea de Cesaris   | Jordan-Hart      | 0      |
| –    | JJ Lehto            | Benetton-Ford    | 0      |

### Konstrukteurswertung
| Pos. | Konstrukteur     | Punkte |
| ---- | ---------------- | ------ |
| 01   | Benetton-Ford    | 30     |
| 02   | Ferrari          | 16     |
| 03   | Williams-Renault | 7      |
| 04   | Jordan-Hart      | 7      |
| 05   | Sauber-Mercedes  | 6      |
| 06   | McLaren-Peugeot  | 4      |
| 07   | Tyrrell-Yamaha   | 4      |

| Pos. | Konstrukteur      | Punkte |
| ---- | ----------------- | ------ |
| 08   | Footwork-Ford     | 3      |
| 09   | Larrousse-Ford    | 1      |
| 10   | Lotus-Mugen-Honda | 0      |
| 11   | Minardi-Ford      | 0      |
| 12   | Ligier-Renault    | 0      |
| 13   | Simtek-Ford       | 0      |
| –    | Pacific-Ilmor     | 0      |